# Bahnhof Kuala Lumpur

Der Bahnhof Kuala Lumpur (auch bekannt als Stesen Keretapi) ist ein Bahnhof in der malaysischen Hauptstadt Kuala Lumpur. Bis zur Eröffnung des Bahnhofs KL Sentral 2001 war er der wichtigste Bahnhof der Stadt.

## Geschichte
Der Bau des im indo-gotischen Stils gehaltenen Bahnhofs der Federated Malay States Railways im damaligen British Malaya nach Plänen des britischen Architekten Arthur Benison Hubbach begann Anfang 1910 und dauerte bis 1917, wenngleich der Eisenbahnverkehr bereits am 1. August 1910 aufgenommen werden konnte. Hubbach zeigte sich in British Malaya und anderen britischen Kolonien in Asien für zahlreiche Bauwerke verantwortlich, so beispielsweise die Jamak-Moschee in Kuala Lumpur oder den Bahnhof Kowloon in Hongkong.
Der Bahnhof löste die 1892 eröffnete Sultan Street, welche noch bis zu ihrem Abbruch 1972 einzelnen Bahnverbindungen der KTM diente, als Hauptbahnhof Kuala Lumpurs ab.
Mit der Eröffnung des Bahnhofs KL Sentral im April 2001 verlor der Bahnhof Kuala Lumpur seine Bedeutung als Hauptbahnhof der Stadt. Die Fernverkehrszüge passierten den Bahnhof nun ohne Halt, verblieben waren Regionalzüge. Durch den Bedeutungsverlust sanken die Passagierzahlen rapide, was zur Schließung von Ladengeschäften und des Hotels führte. 2009 jedoch wurde der Bahnhof nach umfangreichen Umbauarbeiten und Bahnsteigerhöhungen Haltepunkt des ETS-Intercity-Netzes der KTM. Heute ist der Bahnhof Kuala Lumpur einer von drei Fernverkehrshalten in der Stadt.
Im Rahmen des 50-Jahr-Jubiläums der Unabhängigkeit Malaysias vom Vereinigten Königreich wurde am 31. August 2007 – dem Unabhängigkeitstag Hari Merdeka – im Bahnhofsgebäude ein Eisenbahnmuseum eröffnet, das jedoch 2017 wieder geschlossen wurde.

## Anlage
Der Bahnhof besteht aus vier Bahnsteiggleisen an zwei Seiten- und einem Mittelbahnsteig. Die Bahnsteige und das Empfangsgebäude sind mit zwei Unterführungen verbunden. Auf der anderen Seite des Klang befindet sich die Station Pasar Seni der LRT Kelana Jaya Line und der MRT Kajang Line, mit dem Hauptbahnhof durch eine Fußgängerbrücke verbunden.